# Равич-Каменський Володимир Йосипович
Володимир Йосипович Равич-Каменський (нар.28 листопада 1880, Радомишль — пом. невідомо) — український військовослужбовець. Підполковник Армії УНР.
Володимир Йосипович Равич-Каменський народився 28 листопада 1880 року у місті Радомишль. Закінчив кадетський корпус, військове училище. Останнє звання у російській армії — капітан.
В українській армії з 1918 року. 4 жовтня 1918 року був призначений військовим комендантом Катеринослава (посаду не обійняв). Учасник Другого Зимового походу у складі Волинської повстанської групи. 17 листопада 1921 року у бою під Малими Міньками підполковник потрапив у полон до більшовицьких окупантів, але зумів вирватися з нього.
Станом на 1921 рік та на 15 вересня 1922 року був приділений до штабу 4-ї Київської стрілецької дивізії Армії УНР.
У 1920—30-х роках жив на еміграції у Польщі. Подальша доля невідома.